# Linfen
Linfen (chinois : 临汾市 ; pinyin : Línfén shì) est une ville du sud-ouest de la province du Shanxi en Chine. Dans le passé, elle a porté le nom de Pingyang (平阳 / 平陽).
En 2011, elle est classée 3e ville la plus polluée du monde par l'OMS.

## Histoire
Elle fut la capitale de la Chine sous le règne du roi Xiang de la dynastie Xia.

## Patrimoine

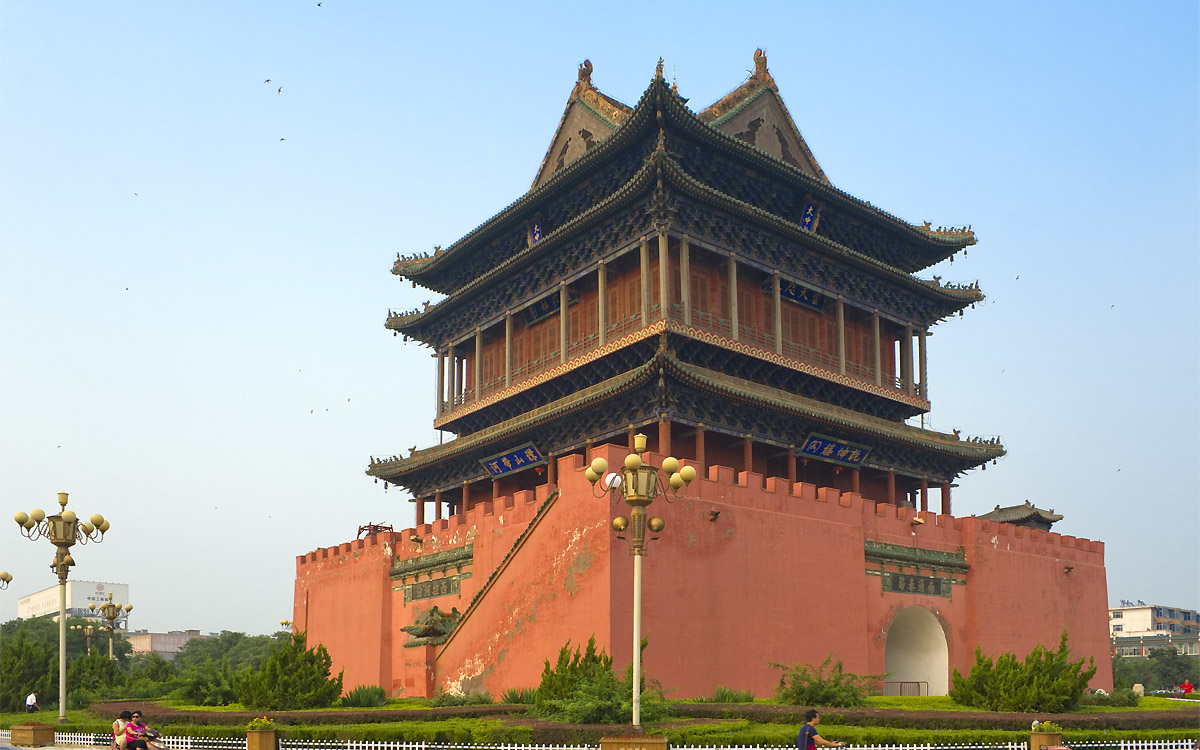
Les hirondelles virevoltent autour de la gǔlóu (tour du tambour) de Linfen tôt en soirée.

- Cathédrale de Hongdong
- Tour du tambour de Linfen

## Environnement

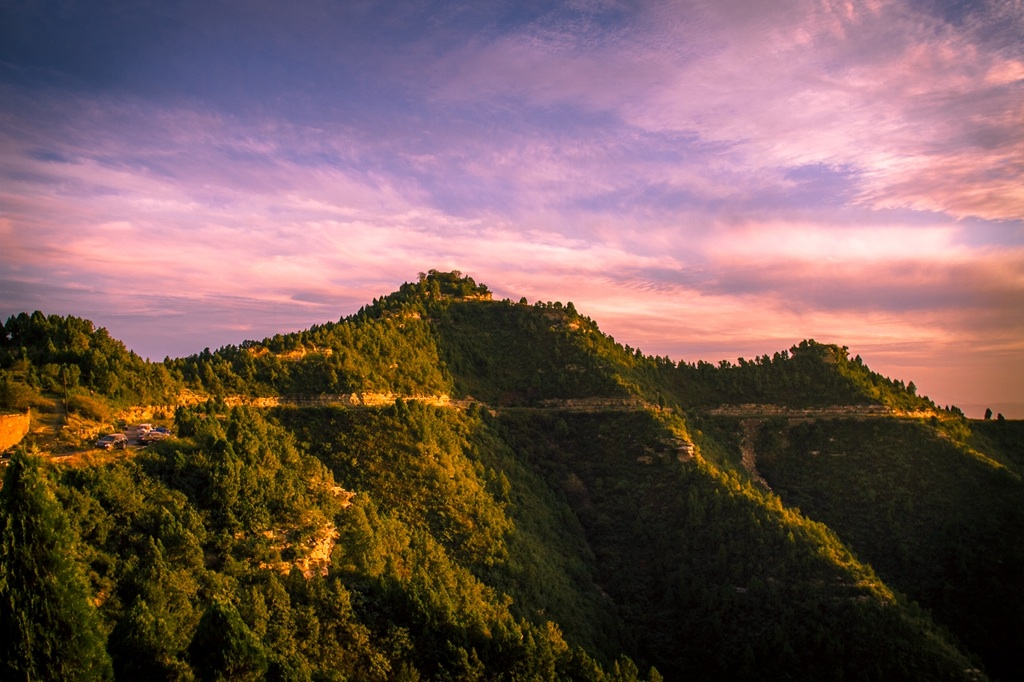
Collines dans le xian de Yonghe, préfecture de Linfen.

Selon l'ONG américaine Blacksmith Institute, Linfen était la ville la plus polluée du monde en 2006. Les causes en sont un trafic automobile anarchique et en pleine croissance générant des embouteillages; mais surtout, les nombreuses industries polluantes de la ville.
Elle fut aussi jugée comme ville la plus polluée du monde par l'OMS en 2010 mais a été rétrogradée en 3e position en 2011.
On y trouve notamment une grande concentration d'industries du charbonnage et une grande utilisation du charbon par les particuliers comme source d'énergie. Il en résulte une accumulation de fumées toxiques absolument hors-normes dans l'atmosphère basse de la ville,.

## Subdivisions administratives
La ville-préfecture de Linfen exerce sa juridiction sur dix-sept subdivisions - un district, deux villes-districts et quatorze xian :
- le district de Yaodu - 尧都区 Yáodū Qū ;
- la ville de Houma - 侯马市 Hóumǎ Shì ;
- la ville de Huozhou - 霍州市 Huòzhōu Shì ;
- le xian de Quwo - 曲沃县 Qǔwò Xiàn ;
- le xian de Yicheng - 翼城县 Yìchéng Xiàn ;
- le xian de Xiangfen - 襄汾县 Xiāngfén Xiàn ;
- le xian de Hongdong - 洪洞县 Hóngdòng Xiàn ;
- le xian de Gu - 古县 Gǔ Xiàn ;
- le xian d'Anze - 安泽县 Ānzé Xiàn ;
- le xian de Fushan - 浮山县 Fúshān Xiàn ;
- le xian de Ji - 吉县 Jí Xiàn ;
- le xian de Xiangning - 乡宁县 Xiāngníng Xiàn ;
- le xian de Pu - 蒲县 Pú Xiàn ;
- le xian de Daning - 大宁县 Dàníng Xiàn ;
- le xian de Yonghe - 永和县 Yǒnghé Xiàn ;
- le xian de Xi - 隰县 Xí Xiàn
- le xian de Fenxi - 汾西县 Fénxī Xiàn.